# Delevan
Delevan es una villa ubicada en el condado de Cattaraugus en el estado estadounidense de Nueva York. En el año 2000 tenía una población de 1,089 habitantes y una densidad poblacional de 430 personas por km².

## Geografía
Delevan se encuentra ubicada en las coordenadas 42°29′22″N 78°28′47″O / 42.48944, -78.47972.

## Demografía
Según la Oficina del Censo en 2000 los ingresos medios por hogar en la localidad eran de $33,654, y los ingresos medios por familia eran $42,039. Los hombres tenían unos ingresos medios de $32,037 frente a los $22,500 para las mujeres. La renta per cápita para la localidad era de $15,667. Alrededor del 14.8% de la población estaban por debajo del umbral de pobreza.